# Encarnação (Lisbonne)
Pour les articles homonymes, voir Encarnação.
Encarnação est une freguesia de Lisbonne.